# 강병모
강병모(한국 한자: 姜秉模, 1984년 3월 14일 ~ )는 대한민국의 전 축구 선수이며, 포지션은 수비수였다.

## 수상

### 개인 수상
- 춘계대학축구연맹전 수비상[1]